# Porta di Halle
La porta di Halle (in francese porte de Hal, in neerlandese Hallepoort) è una porta cittadina di Bruxelles. Costruita nel XIV secolo, nel 1847 è stata aperta al pubblico come museo e oggi fa parte del complesso dei Musei reali dell'arte e della storia.

## Trasporti
Il monumento è servito dalla fermata omonima delle Linee 5 e 6 della Metropolitana di Bruxelles.